# 누쿠미 메루
누쿠미 메루(生見 愛瑠, 2002년 3월 6일 - )는 일본 아이치현 이나자와시 출신의 패션 모델, 탤런트, 여자 배우다.